# Kandrše, Litija
Kandrše este o localitate din comuna Litija, Slovenia, cu o populație de 312 locuitori.